# 洛朗·朗比
洛朗·朗比（法語：Lauren Rembi，1992年3月9日—），法国女子击剑运动员，2011年夏季世界大学生运动会女子重剑个人和女子重剑团体金牌得主、2013年夏季世界大学生运动会女子重剑团体金牌得主、2025年世界锦标赛女子重剑团体金牌得主。